# 洛基兴
洛基兴是德国巴伐利亚州的一个市镇。总面积14.88平方公里，总人口704人，其中男性358人，女性346人（2011年12月31日），人口密度47人/平方公里。